# Порт Коста
Порт Коста (Port Costa, „Пристанище Коста“) е населено място в окръг Контра Коста, в района на залива на Сан Франциско, щата Калифорния, Съединените американски щати.
Има население от 232 души (2000).
Порт Коста е основан през 1879 г.